# Фридрих фон Щауфен
Фридрих фон Щауфен (на немски: Friedrich von Staufen, * 997/999, † 1070/1075) е от 1053 до 1069 г. пфалцграф в Швабия, от 1030 г. граф в Ризгау.

## Биография
Той произлиза от баварския род Зигхардинги и е прародител на императорската династия Хоенщауфен. Син е на зигхардинския граф Зигхард V от Химгау и наследява неговите графски права в Ризгау през 1030 г.
Фридрих се жени през 1015/1020 г. за Аделхайд от Филсгау (* 995/1000, сл. 1020/25), дъщеря и наследничка на граф Валтер от Филсгау (998). През 1053 г. той става пфалцграф в Швабия. През 1070 г. Фридрих е вероятно монах в южнобаварски манастир.
Погребан е в подарения от него манастир (Stift Лорх, „in pago“; манастир Лорх, „in monte“) в Лорх.

## Деца
- Валтер
- Фридрих фон Бюрен (* 1020, † 1053), пфалцграф в Швабия и граф в Ризгау
- Манеголд
- дъщеря